# Alhassane Keita
Alhassane Keita   (Conakry, 26 de juny de 1983) és un futbolista de Guinea de la dècada de 2000 que juga com a davanter.

## Trajectòria
El 2004 va jugar a les files del FC Zuric. Va abandonar l'Axpo Super League com a màxim golejador en la temporada 2005-2006 amb 20 gols. El guineà marcà 58 gols en cinc temporades i mitja a Suïssa. Keita va jugar per al club de l'Aràbia Saudita Al-Ittihad.
Va formar part de l'equip de la Copa d'Àfrica de Nacions 2004, que va acabar segon en el seu grup durant la primera ronda de la competició, però després caigué en quarts de final contra Mali.
El 20 de juny del 2008 es va concretar el seu fitxatge pel Reial Mallorca, arribant amb la carta de llibertat i amb una duració de contracte de 5 anys.
Keita és un jugador que se’l coneix per la seva rapidesa i per la seva bona tècnica en la definició de les jugades. En la seva primera temporada com mallorquinista Keita prometia igualar el seu màxim registre golejador; 20 dianes però va tenir més complicacions de les desitjades i no acabava d'entrar en els plans del tècnic andalús, Gregorio Manzano. No obstant això, Keita va demostrar en la Copa del Rei que en poc temps era capaç de donar la volta al marcador pel que l'africà es consagrava com el jugador més desequilibrant del planter. En Lliga, va marcar 5 gols i encara que no va ser titular més que en tres ocasions, va jugar en 24 partits.
Just l'últim dia del mercat de fitxatges de la lliga espanyola, el 31 d'agost 2010, s'oficialitzà la seua cessió per una temporada al Reial Valladolid. Posteriorment jugà al FC St. Gallen.